# Scobicia barbata
Scobicia barbata är en skalbaggsart som först beskrevs av Thomas Vernon Wollaston 1860.  Scobicia barbata ingår i släktet Scobicia och familjen kapuschongbaggar. Inga underarter finns listade i Catalogue of Life.